# سیارک ۷۰۴

سیارک ۷۰۴ که توسط رصد خانه ترامو دیده شده است.

سیارک ۷۰۴ (به انگلیسی: 704 Interamnia، نامگذاری:1910KU) هفتصد و چهارمین سیارک کشف شده‌است که در ۲ اکتبر ۱۹۱۰ کشف شد.
قدر مطلق سیارک برابر ۵٫۹۴ است.